# IEEE 802.1p
IEEE 802.1p war eine Arbeitsgruppe der IEEE, die unter anderem den Transport von Daten unterschiedlicher Priorität in Rechnernetzwerken neu regeln sollte. Der daraus entstandene Standard IEEE 802.1Q arbeitet auf der 2. Ebene des OSI-Referenzmodells. Die übertragenen Frames werden in Prioritätsklassen von 0 bis 7 eingeteilt. Die 0 wird für Frames verwendet, die keiner bestimmten Priorität zugeordnet sind. Der Standard legt nur fest, dass die Priorität codiert ist mit einer Nummer von 0 bis 7, trifft aber keine weitergehenden Aussagen darüber, wie die Frames im Einzelnen behandelt werden sollen. Die Prioritäten werden durch das Priority Code Point (PCP) Feld des Tag Control Information (TCI) Felds in ein zusätzliches VLAN-tag codiert (siehe IEEE 802.3 Tagged MAC Frame).
Die Priorisierung der Frames ist notwendig um eine geringe Latenz oder eine hohe Datensicherheit stark ausgelasteter Netzwerke zu garantieren. Anwendungen wie Voice over IP erhalten eine hohe Priorität, um Latenz und Jitter gering zu halten, während andere Anwendungen mit geringeren Anforderungen niedrigere Prioritäten erhalten.
Unter dem Namen IEEE 802.1p wurde nie ein Dokument von der IEEE publiziert. Die Inhalte der Arbeitsgruppe sind in IEEE 802.1Q eingegangen.

## Priorisierungslevel
Die Priorisierungslevel werden durch das 3-bit-PCP-Feld folgendermaßen in 8 Level unterteilt:
| PCP | Network priority | Kürzel | Traffic-Eigenschaften                         |
| --- | ---------------- | ------ | --------------------------------------------- |
| 1   | 0 (niedrigste)   | BK     | Hintergrund (Background)                      |
| 0   | 1 (Standardwert) | BE     | Best Effort                                   |
| 2   | 2                | EE     | Excellent Effort                              |
| 3   | 3                | CA     | Kritische Anwendungen (Critical Applications) |
| 4   | 4                | VI     | Video, < 100 ms Verzögerung                   |
| 5   | 5                | VO     | Sprache (Voice), < 10 ms Verzögerung          |
| 6   | 6                | IC     | Internetwork Control                          |
| 7   | 7 (höchste)      | NC     | Network Control                               |

Die oben genannten Empfehlungen wurden IEEE 802.1Q-2018 entnommen und unterscheiden sich von den ursprünglichen Empfehlungen in IEEE 802.1D-2004.